# Quinientos
El quinientos (500) es el número natural que sigue al cuatrocientos noventa y nueve y precede al quinientos uno luego al quinientos dos y así sucesivamente. 

## Propiedades matemáticas
- Es un número compuesto, que tiene los siguientes factores propios: 1, 2, 4, 5, 10, 20, 25, 50, 100, 125, 250 y 500. Como la suma de sus factores es 592 > 500, se trata de un número abundante.

## Características
- El billete de euro más grande es el de 500€.
- Era la moneda más grande en valor de la peseta.
- Es medio milenio o medio kilo.
- Hay un juego de cartas con ese nombre.

- Datos: Q207742
- Multimedia: 500 (number) / Q207742